# Osmia potentillae
Osmia potentillae är en biart som beskrevs av Michener 1936. Osmia potentillae ingår i släktet murarbin, och familjen buksamlarbin. Inga underarter finns listade i Catalogue of Life.